# 롯데 생캔디
롯데 생캔디는 롯데웰푸드에서 만들었던 사탕 중의 하나로 지금은 단종된 과자다.

## 영양분
- 나트륨

- 탄수화물

- 지방

- 단백질

- 당류

## 같이 보기
- 말랑카우